# Jean Natali
Pour les articles homonymes, voir Natali.
Jean Natali, né le 21 juin 1905 à Mazzola (Corse) et mort le 1er décembre 1997 à Nice, est un homme politique français.

## Biographie
Issue d'une famille d'agriculteurs, originaire de Corte, il devient médecin. Après la Seconde Guerre Mondiale, où il rejoint les forces du Général de Gaulle, il est élu maire de Mazzola et le reste jusqu'en 1965. 
En 1951, il tente de se faire élire député aux côtés du maire d'Ajaccio,  Antoine Sérafini, mais échoue. Par la suite, il dirige les cabinets de Raymond Schmittlein puis de Marie-Pierre Kœnig. 
En 1958, il devient suppléant de Marcel Dassault. En 1959, il est élu conseiller général du canton de Crèvecœur-le-Grand et le reste jusqu'en 1985. Trois ans plus tard, il essaie de se faire élire Sénateur de l'Oise, mais échoue. En 1965, il représente sa candidature, aux côtés d'Amédée Bouquerel et d'Hector Dubois. Il entre au conseil régional de Picardie, en 1973 jusqu'en 1982.
En 1992, il renonce à se représenter.

## Détail des fonctions et des mandats
Mandats locaux
- 1959 - 1961 : conseiller général du canton de Crèvecœur-le-Grand
- 1961 - 1967 : conseiller général du canton de Crèvecœur-le-Grand
- 1967 - 1973 : conseiller général du canton de Crèvecœur-le-Grand
- 1973 - 1979 : conseiller général du canton de Crèvecœur-le-Grand
- 1979 - 1985 : conseiller général du canton de Crèvecœur-le-Grand

Mandats parlementaires
- 26 septembre 1965 - 22 septembre 1974 : sénateur de l'Oise
- 22 septembre 1974 - 25 septembre 1983 : sénateur de l'Oise
- 25 septembre 1983 - 1er octobre 1992 : sénateur de l'Oise